# Prisionera (telenovela)
Prisionera é uma telenovela mexicana, produzida pela Televisa e exibida em 1962 pelo Telesistema Mexicano.

## Elenco
- Anita Blanch
- José Gálvez
- Maricruz Olivier